# カジノが合法化されている国一覧
カジノが合法化されている国一覧（カジノがごうほうかされているくにいちらん）では、世界のカジノが合法化されている国々を記載する。

## 北米・中米
- アメリカ合衆国（一部の州を除く）
- カナダ（一部の地域を除く）
- バハマ
- セントクリストファー・ネイビス
- ハイチ
- アンティグア・バーブーダ
- セントビンセント・グレナディーン
- ホンジュラス
- パナマ
- コスタリカ
- ウィンドワード諸島
- タークス・カイコス諸島 - 英国の海外領土
- プエルトリコ - アメリカ合衆国の自治的・未編入領域
- サン・マルタン島 - フランスの海外準県

## 南米
- コロンビア
- ペルー
- ウルグアイ
- チリ
- エクアドル
- パラグアイ
- アルゼンチン
- ボリビア
- スリナム

## ヨーロッパ
- イギリス
- フランス
- スペイン
- ドイツ
- イタリア
- フィンランド
- モナコ
- ポルトガル
- オランダ
- マルタ
- トルコ
- デンマーク
- エストニア
- ロシア
- ポーランド
- スロバキア
- ルーマニア
- ブルガリア
- ボスニア・ヘルツェゴビナ
- 北マケドニア
- スイス連邦

## アジア・オセアニア
- 朝鮮民主主義人民共和国 - 平壌の羊角島国際ホテルなどに存在する
- 韓国
- フィリピン
- マレーシア
- ネパール
- カンボジア
- ベトナム
- ラオス
- シンガポール
- 北マリアナ諸島
- オーストラリア
- ニュージーランド
- バヌアツ
- 中国
- マカオ
- ニューカレドニア - フランスの「特別共同体」
- 日本 - 2010年代後半から段階的に合法化された

## アフリカ
- エジプト
- モロッコ
- トーゴ
- ガボン
- ザンビア
- ボツワナ
- チュニジア
- ガーナ
- ナイジェリア
- ケニア
- ジンバブエ
- 南アフリカ共和国
- エスワティニ
- レソト
- モーリシャス
- セネガル
- ガンビア
- コートジボワール
- ベナン
- リベリア
- ニジェール
- ジブチ
- マダガスカル
- セーシェル
- コモロ